# Schweiz i olympiska vinterspelen 1980
Schweiz deltog i olympiska vinterspelen 1980. Schweiz trupp bestod av 44 idrottare, 33 män och 11 kvinnor.

## Medaljer

### Guld
- Bob
  - Två-manna: Erich Schärer och Sepp Benz

### Silver
- Bob
  - Fyra-manna: Erich Schärer, Ueli Bächli, Ruedi Marti och Sepp Benz

### Brons
- Alpin skidåkning
  - Slalom herrar: Jacques Lüthy
  - Stöprtlopp damer: Marie-Theres Nadig
  - Slalom damer: Erika Hess

## Trupp
- Alpin skidåkning
  - Erika Hess
  - Jacques Lüthy
  - Marie-Theres Nadig
  - Toni Bürgler
  - Annemarie Bischofsberger
  - Doris de Agostini
  - Jean-Luc Fournier
  - Joël Gaspoz
  - Erwin Josi
  - Peter Lüscher
  - Peter Müller
  - Brigitte Nansoz
  - Urs Räber
  - Bernadette Zurbriggen
- Backhoppning
  - Paul Egloff
  - Robert Mösching
  - Hansjörg Sumi
- Bob
  - Sepp Benz
  - Erich Schärer
  - Ueli Bächli
  - Ruedi Marti
  - Armin Baumgartner
  - Hans Hiltebrand
  - Walter Rahm
  - Ulrich Schindler
- Hastighetsåkning på skridskor
  - Silvia Brunner
- Konståkning
  - Denise Biellmann
  - Danielle Rieder
- Längdskidåkning
  - Gaudenz Ambühl
  - Heinz Gähler
  - Konrad Hallenbarter
  - Eduard Hauser
  - Francis Jacot Male
  - Evi Kratzer Female
  - Hansüli Kreuzer
  - Franz Renggli
  - Alfred Schindler
  - Cornelia Thomas
- Nordisk kombination
  - Ernst Beetschen
  - Karl Lustenberger (Deltog också i backhoppning)
- Rodel
  - Markus Kägi
  - Ueli Schenkel
- Skidskytte
  - Urs Brechbühl
  - Roland Burn